# Hugo von Kupffer
Hugo von Kupffer (* 7. Januar 1853 in Sankt Petersburg; † 30. Dezember 1928 in Berlin) war ein deutscher Journalist und Autor.

## Leben
Kupffer wurde in Sankt Petersburg geboren. Ab 1862 lebte er in Deutschland. 1875 zog er in die Vereinigten Staaten.
Von 1875 bis 1878 arbeitete Kupffer für die US-amerikanische Zeitung New York Herald in New York City als Reporter. 1879 kehrte Kupffer nach Deutschland zurück. Er arbeitete als Redakteur von 1880 bis 1882 für die Zeitschrift Neuzeit in Berlin.
Von 1883 bis 1928 war Kupffer Chefredakteur der Zeitung Berliner Lokal-Anzeiger, die im Scherl-Verlag erschien. Zudem wurde er in den 1920er auch Chefredakteur der Zeitschrift Allgemeiner Wegweiser in Berlin. Er war Mitglied einer Freimaurerloge.

## Werke (Auswahl)
- Eine kurzweilige und kurze Historia von einem fahrenden Scribenten, so da gen Misniam pilgerte, auf daß er von dem Weine tränke, zugleich ein Documentum, wie der Schielerwein benamset ward. 1879. slub-dresden.de
- Das Liebesleid des Rebellenmädchens. Eine unaufgeklärte Episode aus dem nordamerikanischen Sezessionskriege. In: Deutsche Roman-Zeitung, 1879, 15, Nr. 39, S. 230–234.
- Reporterstreifzüge. 1889, Neuausgabe 2019 unter dem Titel: Fabian Mauch (Hrsg.): Reporterstreifzüge. Die ersten modernen Reportagen aus Berlin.
- The Question of Children’s Courts. In: Juvenile Court Record, 1907, 8, Nr. 8, S. 10–12.
- Die Kaiserpfalz an der Warthe. 1915.